# Sinus paranasal
Pour les articles homonymes, voir Sinus.
Les sinus paranasaux sont un groupe de quatre paires de cavités remplies d'air où l'orifice d'entrée de l'air et celui de sortie ne font qu'un, autour des cavités nasales et contenues dans les os crâniens.

## Anatomie

Représentation des sinus paranasaux : en vert (1) les sinus frontaux, en violet (2) les sinus ethmoïdaux, en rouge (3) les sinus sphénoïdaux et en bleu (4) les sinus maxillaires.

Il existe quatre types de sinus paranasaux :
- Le sinus maxillaire : Le plus sujet à des pathologies. Asymétriques, on trouve un sinus maxillaire droit et un sinus maxillaire gauche. Ils constituent le type le plus volumineux de sinus. Se formant vers 2 ans, son volume va croître considérablement avec le développement de la face, ce qui permet d’alléger le massif facial. Il a une forme de pyramide couchée dont la base répond à la paroi latérale de la cavité nasale et le sommet au processus zygomatique du maxillaire  -  La face supérieure du sinus maxillaire répond à la face inférieure de la cavité orbitaire -  La paroi postérieure est en rapport avec la fosse infra-temporale  -  Bord inférieur en rapport essentiel avec la région alvéolaire du maxillaire : les racines dentaires ;
- Le sinus frontal :  Descend dans les fosses nasales par le canal naso-frontal qui s’abouche à la partie antérieure de la région du hiatus maxillaire. Certains parlent de sinus frontaux (au pluriel) car il est cloisonné avec 2 ou 3 parois orientées dans un plan sagittal ;
- Les sinus ethmoïdaux : Au nombre de 10 à 20, ils sont présents à la naissance. Il ne s'agit pas d'une cavité unique comme les autres sinus mais plusieurs cloisonnements qui forment un labyrinthe au niveau de la masse latérale de l’ethmoïde. On les décrit en 2 parties : cellules ethmoïdales antérieures et postérieures. La partie antérieure des cellules ethmoïdales s’ouvre au niveau du méat nasal moyen et la partie postérieure au niveau du méat nasal supérieur. Les cellules ethmoïdales constituent la paroi médiale de l’orbite ;
- Le sinus sphénoïdal : A l’intérieur du corps du sphénoïde. Rapports :  Au-dessus : loge hypophysaire - selle turcique,  Latéralement : sinus caverneux,  En dessous : les fosses nasales. Il communique avec les fosses nasales par le récessus sphéno-ethmoïdal.

Chez le nourrisson, seuls les sinus ethmoïdaux sont présents, le développement des frontaux se déroule vers l'âge de 5-10 ans et des sphénoïdaux vers 10-15 ans. 
Chez l'adolescent, le développement des sinus maxillaires est intimement associé au type de déglutition salivaire (déglutition atypique).

## Fonctions
Les sinus paranasaux remplissent probablement plusieurs fonctions :
- Diminution relative du poids de la partie antérieure du crâne, en particulier des os de la face ; leur forme est importante du point de vue de l'attache des muscles de la face ;
- Amélioration du réchauffement et de l'humidification de l'air inhalé avant qu'il n'atteigne les poumons ;
- Augmentation de la résonance de la voix ;
- Amortissement des éventuels coups reçus au visage ;
- Participation à la clairance mucociliaire, processus d'épuration par lequel les particules des aérocontaminants sont piégées dans le mucus sécrété par les muqueuses sinusales ciliées, mucus qui s'écoule dans les cavités nasales par les méats nasaux, puis est envoyé en direction de l'hypopharynx (élimination dans le système digestif via la déglutition) ou de l'extérieur (mouchage, éternuement, expectoration sous forme de crachats et de glaires)[1].
- Participation au « cycle nasal » : les muqueuses des sinus (ainsi que celles des cornets nasaux) gonflent alternativement d'un côté puis de l'autre de la boîte crânienne toutes les 1 à 5 heures  en moyenne. Ce cycle, constaté chez 80 % de la population adulte, explique qu'une fosse nasale est bouchée tandis que l'autre est dégagée, ce qui favoriserait la perception d'un panel plus large d'odeurs. Lorsqu'on est allongé, ce cycle expliquerait aussi en partie le changement de côté pendant le sommeil[2].

## Pathologie
Les sinus paranasaux sont reliés aux fosses nasales par des petits orifices appelés ostia. Ces derniers peuvent s'obstruer facilement par l'inflammation allergique ou le gonflement causé par un rhume. Le drainage normal du mucus sinusal est alors interrompu, et une sinusite peut apparaître.